# Careproctus opisthotremus
Careproctus opisthotremus är en fiskart som beskrevs av Gilbert och Burke 1912. Careproctus opisthotremus ingår i släktet Careproctus och familjen Liparidae. Inga underarter finns listade.